# NGC 719
NGC 719 este o galaxie lenticulară situată în constelația Berbecul. A fost descoperită în 24 noiembrie 1861 de către Heinrich Louis d'Arrest. Se află la o distanță de 122,75 de megaparseci de Pământ.